# Timia anomala
Timia anomala är en tvåvingeart som först beskrevs av Becker 1907.  Timia anomala ingår i släktet Timia och familjen fläckflugor. Inga underarter finns listade i Catalogue of Life.